# 隋唐洛阳城遗址
隋唐洛阳城遗址位于河南省洛阳市近郊，始建于隋炀帝时期，格局仿照隋大兴城修建，时称东都或东京。历经了隋朝、唐朝、五代和北宋，前后沿用500余年，為隋唐的東都，北宋的西都。2010年被列为中国第一批国家考古遗址公园。

## 歷史
隋煬帝大业元年（605年），为促进经济发展和加强中央集权。故于汉魏洛阳城西南方向设计兴建新都洛阳城，新都城大体仿隋大兴城旧例，先后修建宫城、皇城及郭城。并在郭城南面设五坊，其东北开三坊。同时又在隋大兴城的基础上有所创新，将宫城，皇城修建于城市最高区域的西北边，同时设立重城、东城，以加强防御功能。开丰都、通远、大同三市，在更大程度上符合了工商业的需求。隋唐洛阳城平面相近方形，周长27公里餘，南边、东面各创三门，北建二门，西墙无门，合八门。及至唐代，改豐都、通远，大同三市为南市、北市和西市。
唐高宗乾封二年（667年）于皇城西南築上阳宫，提升了宫城的使用价值。除上阳宫为唐朝新修建築外，其他洛阳城建筑基本上继承隋代旧制，沿用不废。

## 文物保护
2008年8月14日，洛阳市第十二届人民代表大会常务委员会第三十七次会议通过《洛阳市隋唐洛阳城遗址保护条例》。9月26日，河南省十一届人大常委会批准该条例。根据条例的第六条，隋唐洛阳城重要遗址包括：一、宫城遗址，二、外郭城城垣（含城门）遗址，三、含嘉仓城（含城门）遗址，四、九洲池遗址及其附近宫殿建筑基址，五、新潭遗址，六、洛南里坊区遗址，七、回洛仓城遗址，八、上阳宫遗址，九、合璧宫遗址，十、宋代衙署遗址。

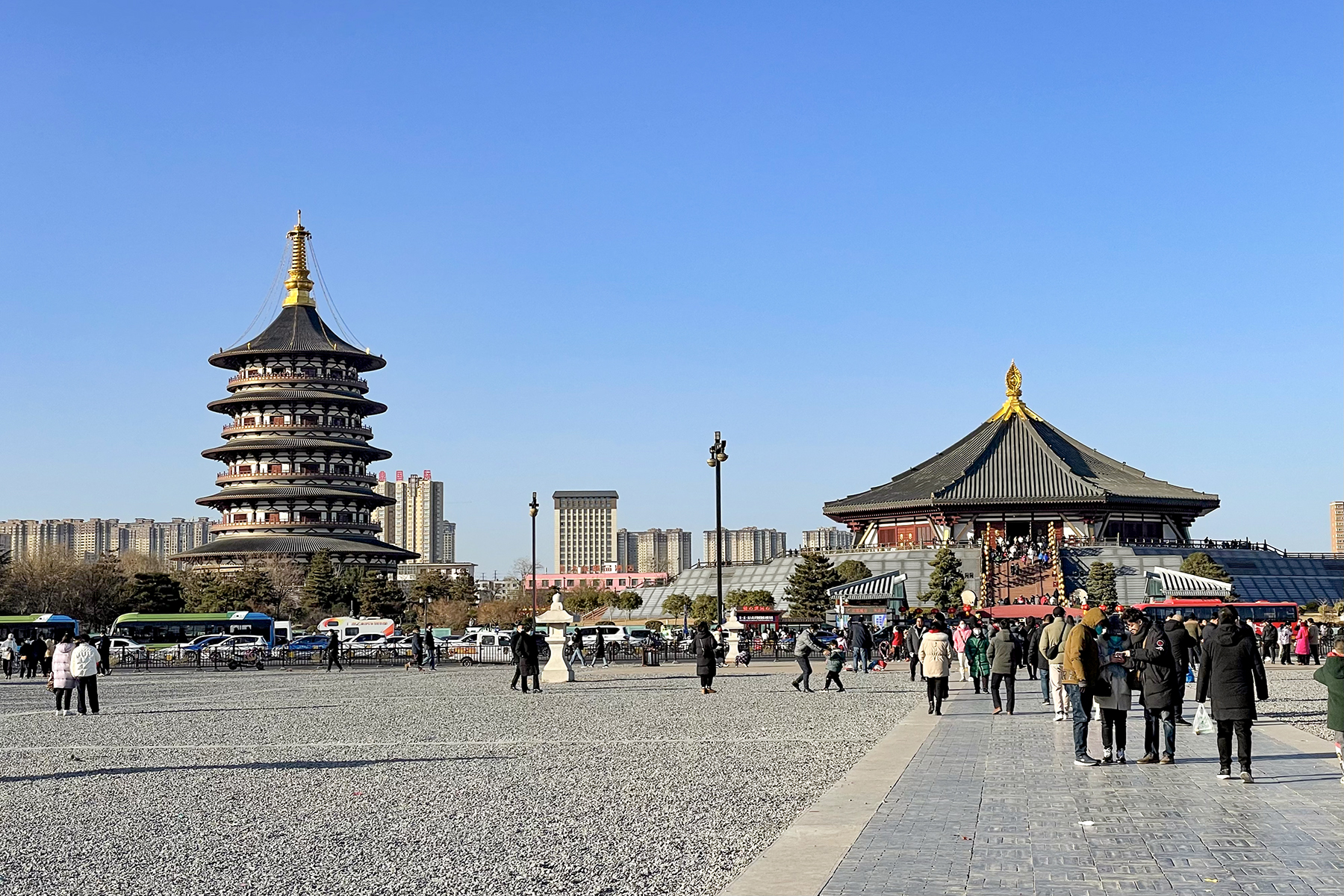
明堂与天堂遗址
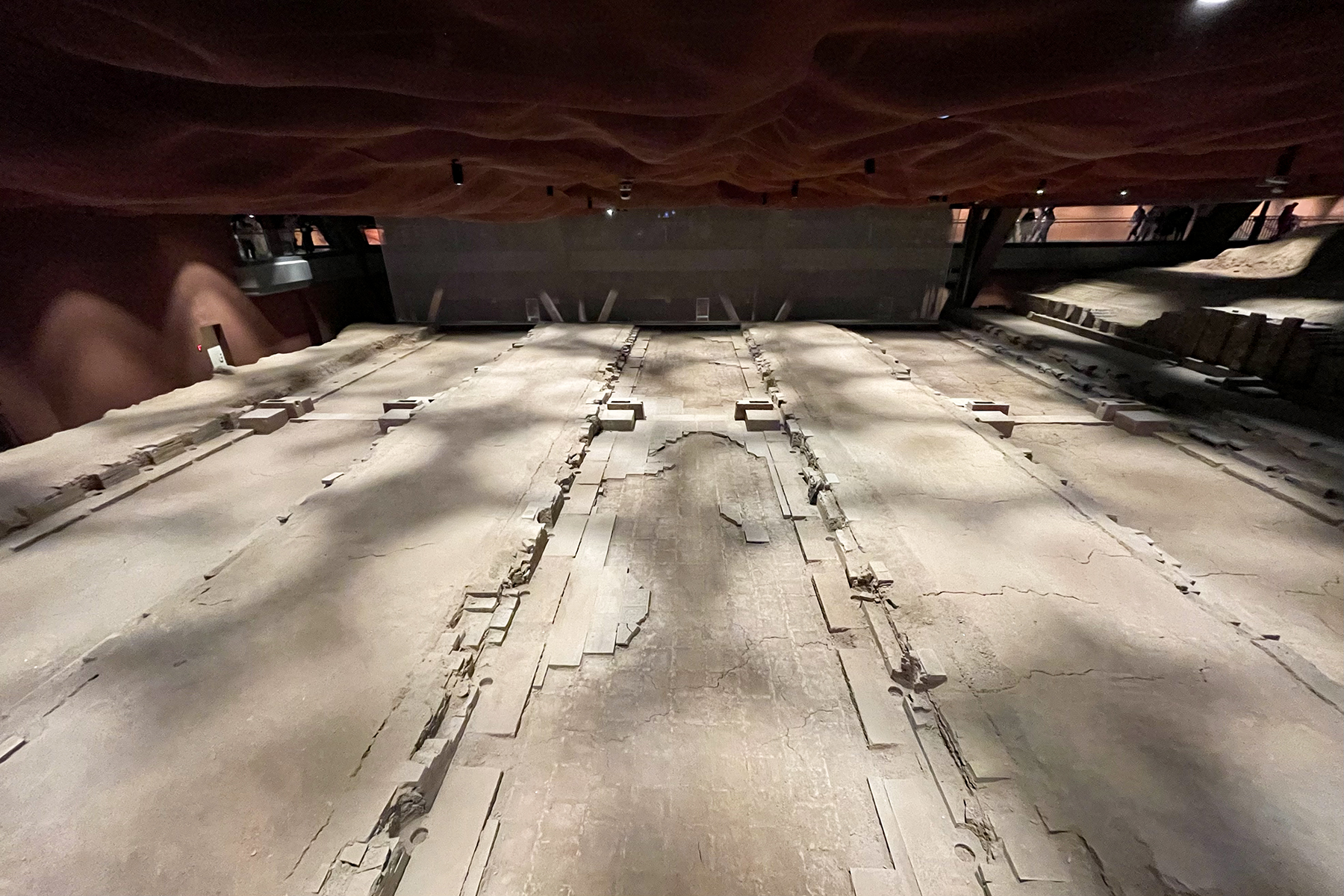
宫城正南门应天门遗址
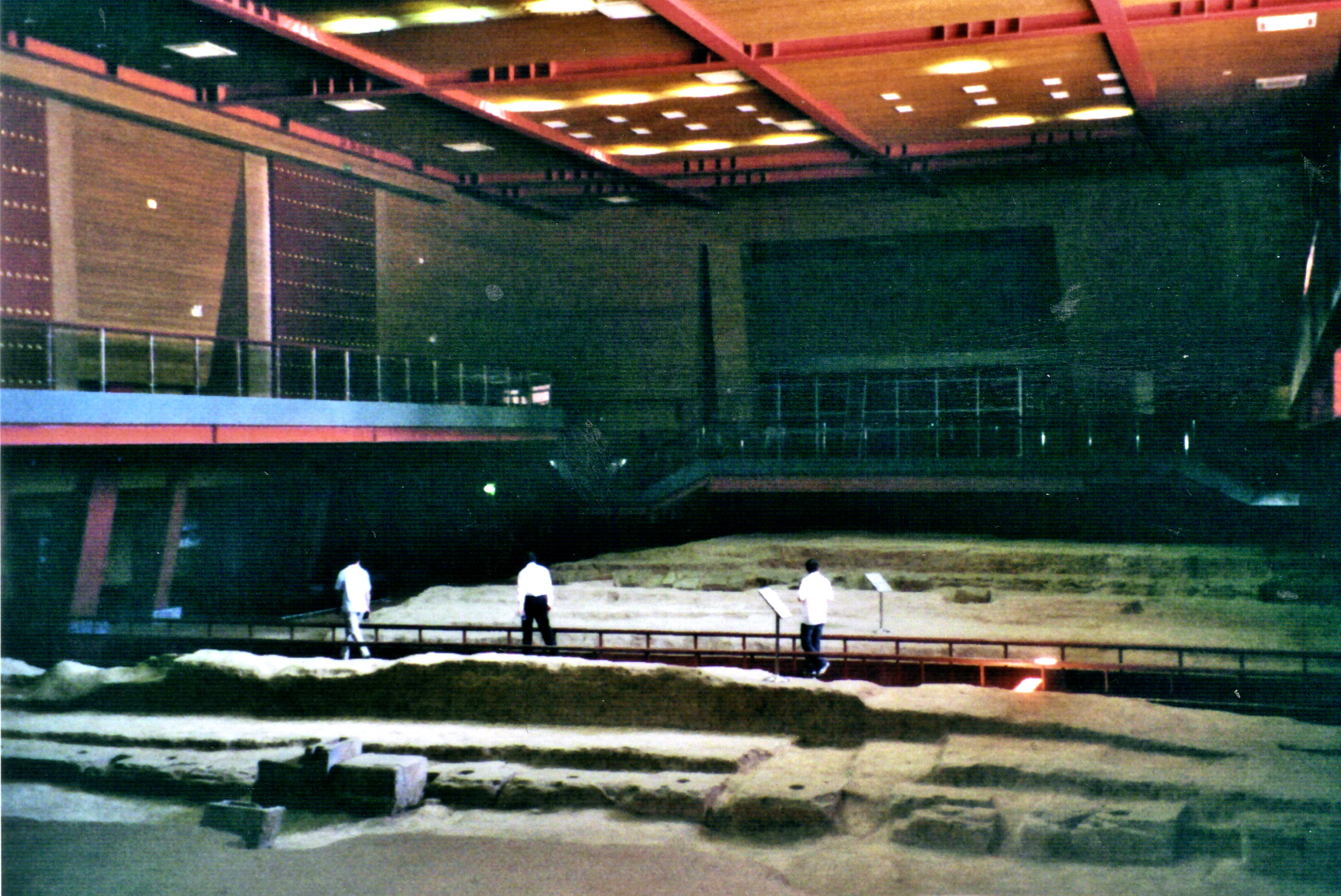
外城正南门定鼎门遗址
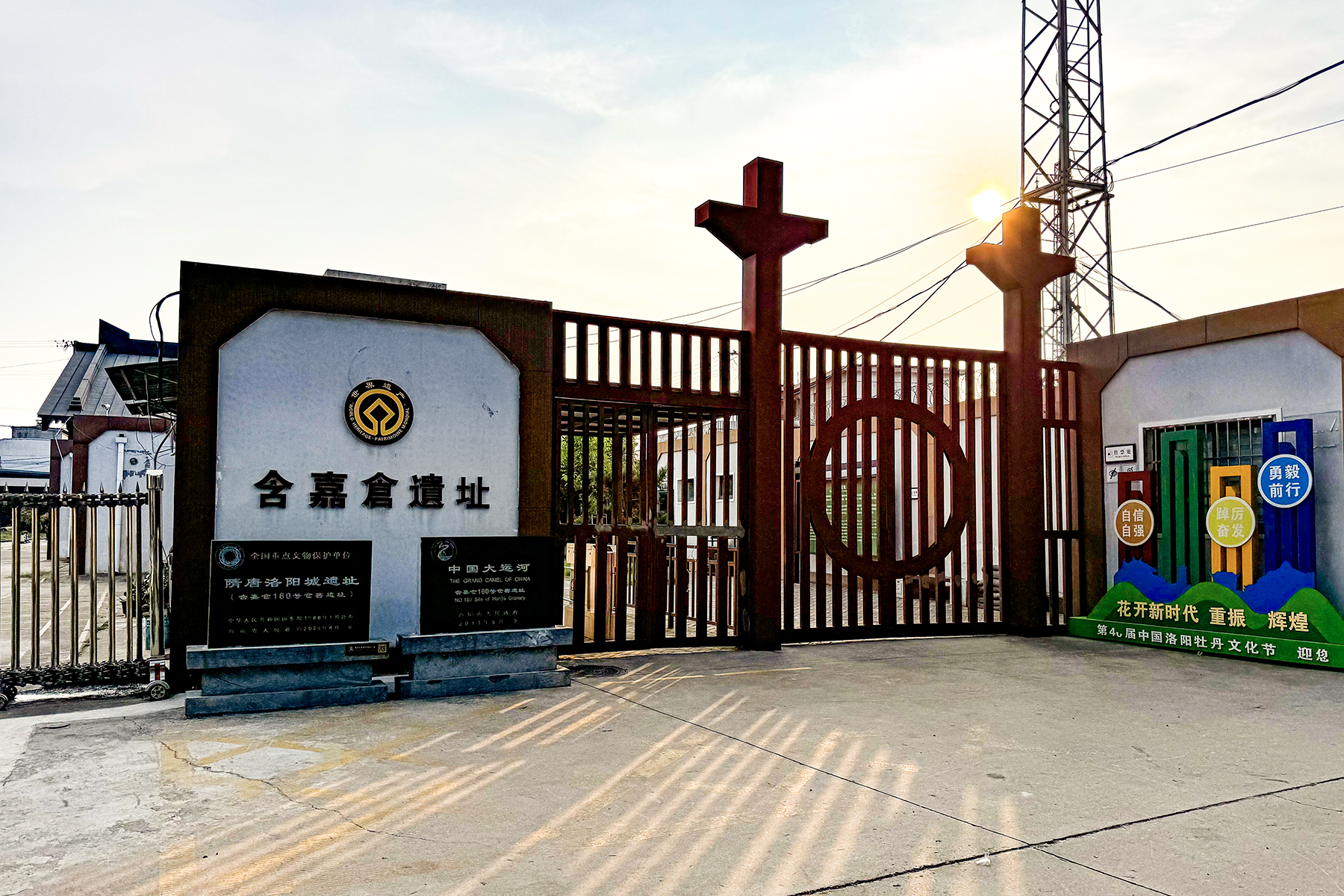
含嘉仓城遗址
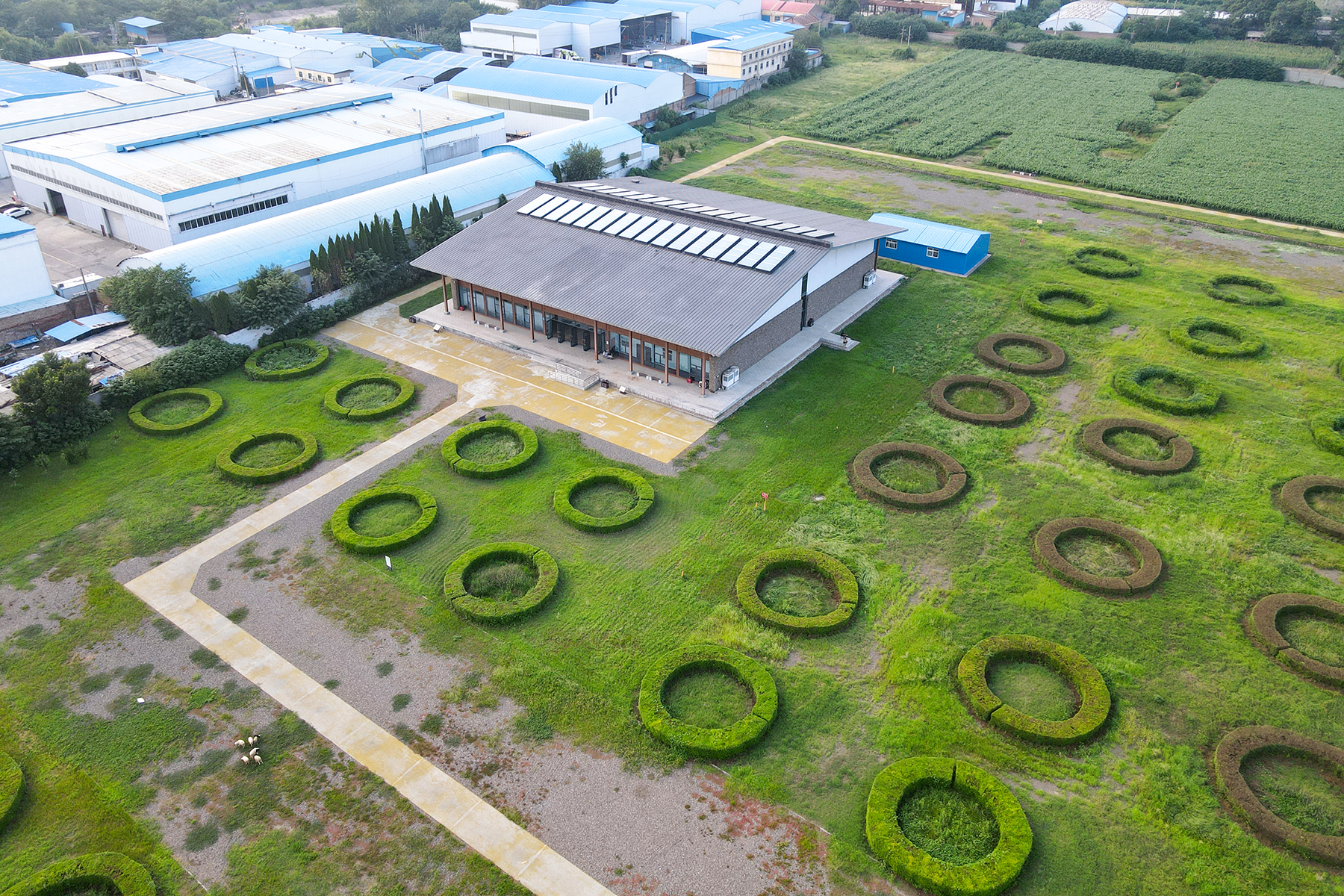
回洛仓城遗址
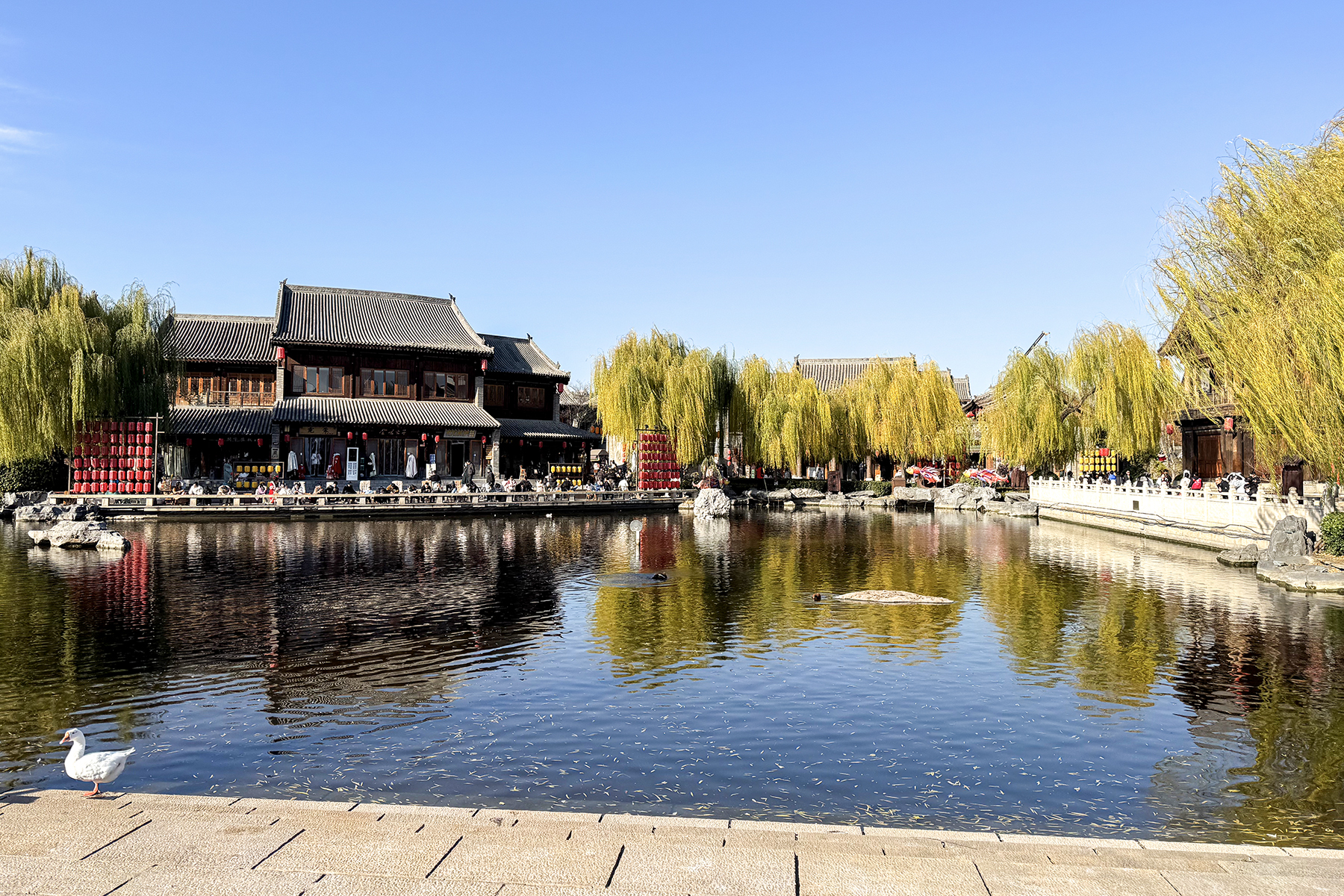
新潭遗址